# Birkenfelde
Birkenfelde település Németországban, azon belül Türingiában. Lakosainak száma 530 fő (2023. december 31.).

## Népesség
A település népességének változása:
| Lakosok száma | 550  | 549  | 531  | 529  | 530  |
|               | 2017 | 2019 | 2021 | 2022 | 2023 |